# Ksar Mougni
Ksar Mougni (en arabe : قصر موگني) est un village fortifié dans la province de Zagora, région de Draa-Tafilalet au sud-est du Maroc .